# Agence française pour les investissements internationaux

Pour les articles homonymes, voir AFII.
L'Agence française pour les investissements internationaux (AFII, nom international The Invest in France Agency) est un organisme français créé en 2001 pour assurer « la promotion, la prospection et l'accueil des investissements internationaux en France », en partenariat avec les collectivités territoriales.
L'AFII a le statut d'établissement public à caractère industriel et commercial (EPIC), et est placée sous la tutelle du ministre chargé de l'Économie et des Finances et du ministre chargé de l'Aménagement du territoire. Elle est administrée par un conseil d'administration présidé par l'ambassadeur délégué aux investissements internationaux.
Elle a été créée par l'article 144 de la loi du 15 mai 2001 relative aux nouvelles régulations économiques, puis organisée la même année par un décret d'application.
L'AFII, dont le siège se situe Boulevard Saint-Jacques dans le 14e arrondissement de Paris, dispose de services centraux et de 22 bureaux à l'étranger. L'AFII est également représentée dans une trentaine d'autres pays par la direction générale du Trésor et de la Politique économique (DGTPE).
Au 1er janvier 2015, Ubifrance a fusionné avec l'Agence française pour les investissements internationaux, pour devenir Business France.